# Billy Mataitai
Billy Mataitai (20 luglio 1983) è un calciatore francese nato a Tahiti, centrocampista del Manu-Ura.

## Carriera

### Club
Ha sempre giocato nel campionato di casa.

### Nazionale
Ha collezionato 15 presenze con la maglia della propria Nazionale.